# 圣热涅斯
圣热涅斯（法語：Saint-Geniès，法語發音：[sɛ̃ ʒənjɛs]）是法国多尔多涅省的一个市镇，位于该省东部偏南，属于萨拉拉卡内达区。

## 地理
圣热涅斯（44°59'39"N, 1°15'6"E）面积33.59 平方千米，位于法国新阿基坦大区多爾多涅省，该省份为法国西南部内陆省份，是法國本土面积第三大的省，大致对应佩里戈尔地区，北起顺时针与夏朗德省、上维埃纳省、科雷兹省、洛特省、洛特-加龙省、吉倫特省和滨海夏朗德省接壤。
与圣热涅斯接壤的市镇（或旧市镇、城区）包括：科利-圣阿芒、阿尔希尼亚克、波兰、萨利尼亚克-埃维格、圣克雷潘和卡尔吕塞、马西亚克-圣康坦、拉沙佩勒欧巴雷伊。
圣热涅斯的时区为UTC+01:00、UTC+02:00（夏令时）。

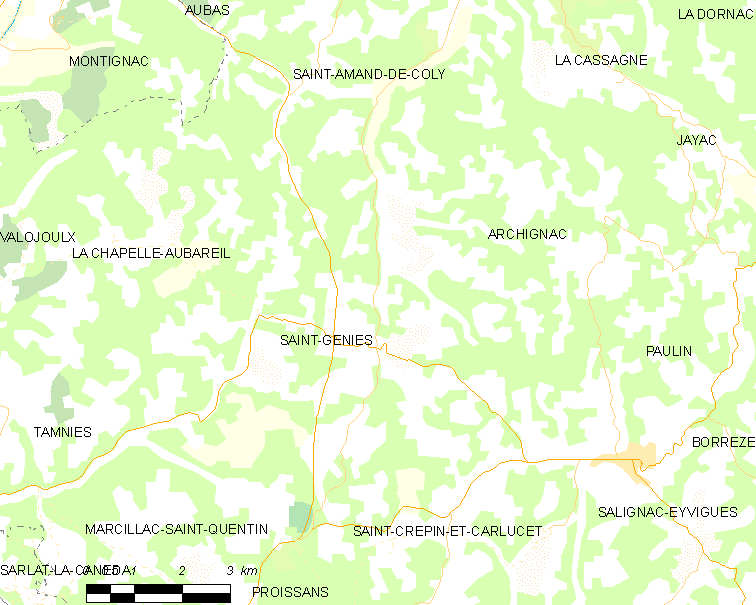
圣热涅斯的OSM定位图

## 行政
圣热涅斯的邮政编码为24590，INSEE市镇编码为24412。

## 政治
圣热涅斯所属的省级选区为泰拉松-拉维勒迪约县。

## 人口

1962-2008年间圣热涅斯人口变化图示

圣热涅斯于2022年1月1日时的人口数量为893人。